# Оуэн-Стэнли (хребет)
Оуэн-Стэнли (англ. Owen Stanley Range) — горный хребет, расположенный в юго-восточной части острова Новая Гвинея, на территории современного государства Папуа — Новая Гвинея. Административно находится на территории Центральной и Северной провинции страны.
Хребет берёт начало у прибрежной равнины, а затем тянется примерно на протяжении 300 км, достигая высоты в 2750 м. Ширина хребта варьируется от 40 до 115 км. Высшая точка — гора Виктория, высота которой составляет 4072 м. Она расположена в самой восточной части Оуэна-Стэнли и впервые была покорена сэром Уильямом Мак-Грегором в 1888 году. Другая высокая гора в составе хребта — Альберт-Эдуард.
Климат в этом регионе влажный тропический, что характерной для этой части Меланезии. С точки зрения геологии, хребет Оуэн-Стэнли сложен преимущественно из метаморфической и интрузивной магматической породы: подвергшегося метаморфозе мезозойского песчаника-граувакки, алевролита и морского вулканического материала, поверх которого расположен миоценовый интрузив, плиоценовые отложения, а также четвертичная лава и пирокластические отложения. Горная местность хребта является труднопроходимой, особенно её юго-западная часть, в которой есть лишь несколько горных проходов. Наиболее известным из них является тропа Кокода, соединяющая города Порт-Морсби и Буна и использовавшаяся на протяжении более 50 лет в качестве почтовой дороги.
Местная флора и фауна отличается большим разнообразием, в том числе, встречается несколько эндемичных видов.
Хребет был открыт в 1849 году капитаном Оуэном Стэнли во время исследования им южного побережья австралийской территории Папуа. Впоследствии назван в его честь. В 1942 году японская армия попыталась захватить город Порт-Морсби, начав наступление на город с юго-восточной оконечности Новой Гвинеи, однако, пробираясь через хребет Оуэн-Стэнли по тропе Кокода, она была встречена австралийскими и американскими военными, которые нанесли японской армии тяжёлое поражение.